# ويليام أوفرتون
ويليام أوفرتون (بالإنجليزية: William Overton)‏ هو قاضي ومحامي أمريكي، ولد في 19 سبتمبر 1939 في مالفيرن في الولايات المتحدة، وتوفي في 14 يوليو 1987.